# بنزومورفان
بنزومورفان (به انگلیسی: Benzomorphan) با فرمول شیمیایی C۱۲H۱۵N یک ترکیب شیمیایی با شناسه پاب‌کم ۱۸۲۳۹۴ است. که جرم مولی آن ۱۷۳٫۲۵ g/mol می‌باشد.